# Furon
Der Furon ist ein Fluss in Frankreich, der im Département Isère in der Region Auvergne-Rhône-Alpes verläuft. Er entspringt beim Weiler Les Allières im südöstlichen Gemeindegebiet von Lans-en-Vercors, entwässert generell Richtung Nordnordost durch den Regionalen Naturpark Vercors und mündet nach rund 21 Kilometern im Gemeindegebiet von Noyarey als linker Nebenfluss in die Isère.
Bei Engins wird der Fluss mit der Barrage d’Engins zu einem kleinen See aufgestaut. Bei Sassenage erreicht der Furon bereits den Talboden der Isère und wurde dort wegen der Verbauungsmaßnahmen bei der Einmündung des Drac in die Isère und wegen der Errichtung des Stauwerkes Barrage de Saint-Égrève - Noyarey in einen künstlichen Wasserlauf namens Canal du Furon umgeleitet und mündet nun erst unterhalb der Staumauer in die Isère.

## Orte am Fluss
(Reihenfolge in Fließrichtung)
- Furon, Gemeinde Lans-en-Vercors
- Lans-en-Vercors
- L’Olette, Gemeinde Lans-en-Vercors
- Engins
- Sassenage

## Sehenswürdigkeiten
- Höhlen von Sassenage[4]
- Schloss Sassenage aus dem 17. Jahrhundert – Monument historique[5]